# Plesiotrochus monachus
Plesiotrochus monachus is een slakkensoort uit de familie van de Plesiotrochidae. De wetenschappelijke naam van de soort is voor het eerst geldig gepubliceerd in 1864 door Crosse & Fischer.